# 1 Sagittae
1 Sagittae är en vit stjärna i huvudserien i stjärnbilden Pilen.
Stjärnan har visuell magnitud 5,64 och befinner sig på ett avstånd av ungefär 300 ljusår.